# 雅各布·E·古德曼
雅各布·伊萊·古德曼（英語：Jacob Eli Goodman，1933年11月15日—2021年10月10日）是一名美國幾何學家，他職業生涯的大部分時間都在紐約市立學院度過，並擔任該校的名譽教授。

## 研究工作
古德曼和他的長期合作者理查德·M·波拉克共同提出「允許排列序列」和「布線圖」等概念這些概念在離散幾何學中，特別是在偽線排列和（更廣泛地說）定向擬陣的研究中發揮了重要作用。他與波拉克的合作成果包括：關於多胞形階類型數的第一個非難界值，以及哈德維格橫向定理在高維度上的推廣。他和波拉克是《離散與計算幾何學》雜誌的創始編輯。
古德曼是「煎餅問題」的提出者，這是一個關於排列組合的基本問題，他用筆名哈利·德懷特（Harry Dweighter）發表了這篇論文。這個問題產生了煎餅排序的概念。
古德曼與約瑟夫·奧羅克共同編輯了《離散與計算幾何手冊》（Handbook of Discrete and Computational Geometry）一書。

## 音樂
1999年，古德曼重拾舊愛——音樂創作，並於2002年成為紐約作曲家協會的創始主席。

## 榮譽
2012年，古德曼成為美國數學學會會士。

## 部分出版
- Dweighter, Harry; Garey, Michael R.; Johnson, David S.; Lin, Shen, , American Mathematical Monthly, 1977, 84: 296, JSTOR 2318878, doi:10.2307/2318878
- Goodman, Jacob E., , Discrete Mathematics, 1980, 32: 27–35, doi:10.1016/0012-365x(80)90096-5
- Goodman, Jacob E.; Pollack, Richard, , SIAM Journal on Computing, 1983, 12 (3): 484–507, doi:10.1137/0212032
- Goodman, Jacob E.; Pollack, Richard, , Journal of Combinatorial Theory, Series A, 1984, 37 (3): 257–293, doi:10.1016/0097-3165(84)90050-5
- Goodman, Jacob E.; Pollack, Richard, , Mathematika, 1995, 42 (2): 305–328, doi:10.1112/s0025579300014613
- Goodman, Jacob E.; Pollack, Richard; Sturmfels, Bernd, , Journal of the American Mathematical Society, 1990, 3: 639–651, doi:10.1090/s0894-0347-1990-1046181-2
- Cappell, Sylvain; Goodman, Jacob E.; Pach, János; Pollack, Richard; Sharir, Micha; Wenger, Rephael, , Advances in Mathematics, 1994, 106 (2): 198–215, doi:10.1006/aima.1994.1056
- Goodman, Jacob E.; Pach, János; Pollack, Richard (编), , Contemporary Mathematics 453, American Mathematical Society, 2008